# Juarez Machado
Juarez Machado MMRB • OAL (Joinville, 16 de março de 1941) é um artista plástico brasileiro. Além de dedicar-se à pintura, é também escultor, desenhista, caricaturista, mímico, designer, cenógrafo, escritor, fotógrafo e ator.

## Biografia
Nasceu numa família de artistas. A profissão de caixeiro viajante de seu pai fez com que Juarez passasse mais tempo ao lado de sua mãe e irmão. O primeiros desenhos e esculturas de barro fizeram parte da sua infância. Aos 16, começou em uma gráfica no setor de produção de rótulos de remédios, embalagens e cartazes para laboratório.
Em 1959, com 18 anos, mudou-se para Curitiba, matriculando-se na Escola de Música e Belas Artes do Paraná. Recém-formado, em 1964 realizou sua 1ª mostra individual na Galeria Cocaco, de Curitiba, iniciando uma carreira de grande sucesso. Mudou-se para o Rio de Janeiro em 1966/1965, onde residiu por vinte anos. Através de seus desenhos de humor, projeta-se nacionalmente. Além do desenho e da pintura, fez incursões pela mímica, cenografia, programação visual, ilustração e escultura. Foi chargista dos principais jornais brasileiros e mímico no programa Fantástico, da TV Globo. No final dos anos 1970 voltou-se totalmente para a pintura. Em 1971 realizou os desenhos de abertura do filme Uma Pantera em Minha Cama.
Pretendendo internacionalizar seu trabalho, em 1978 Juarez viajou a Nova Iorque, Londres e, finalmente, foi para Paris, onde fixou residência em 1986 e montou ateliê, sem prejuízo dos ateliês já instalados em Joinville e Rio de Janeiro.
Juarez Machado recebeu inúmeros prêmios, tanto no Brasil como no exterior. Tem feito exposições frequentes nos Estados Unidos e na Europa.
Em Joinville, um dos principais teatros da cidade recebe o seu nome Juarez Machado e há o Instituto Internacional Juarez Machado localizado na casa onde seus pais moravam.

## Premiações
- 2° Lugar em pintura no Salão de Iniciantes, Curitiba (1961)[4]
- Menção honrosa no 13° Salão de Primavera, Curitiba (1961)[4]
- 1° Lugar em desenho e escultura no Salão de Iniciantes, Curitiba (1962) [4]
- 1° Lugar no Salão da cidade de Porto Alegre (1963)
- Medalha de ouro no 16° Salão de Primavera, Curitiba (1964)
- Prêmio internacional na V Bienal de humor na arte, Itália (1969)[5]
- Prêmio em cenário para televisão, Rio de Janeiro (1969 e 1974)[5]
- Prêmio "Barriga Verde" de artes plásticas, Santa Catarina (1977)[5]
- Prêmio internacional "Nakamori" - Melhor livro infantil, Japão (1977)[5]
- Título de cidadão honorário da cidade de Joinville (1982)[5]
- Medalha do Mérito de Rio Branco, Brasil (1990)[5]
- Medalha de honra da cidade Champs-sur-Marne, França (1990)
- Diploma de honra da cidade de Curitiba (1990)
- Ordem ao Mérito "Anita Garibaldi", Florianópolis (1998) [4][6]
- Inauguração do teatro Juarez Machado, Brasil (2001)
- Medalha ao Mérito Princesa Dona Francisca, Joinville (2015)[5]
- Prêmio Lide Cultura, Grupo de Líderes Empresariais de Santa Catarina (2023)[7]
- Ordem das Artes e das Letras, França – Cavaleiro (2024)[8]